# مارتن ليونغ
مارتن ليونغ (بالسويدية: Martin Ljung)‏ هو ممثل سويدي، ولد في 15 أغسطس 1917 في Luleå Cathedral Assembly ‏ في السويد، وتوفي في 30 سبتمبر 2010 في Hedvig Eleonora Parish ‏ في السويد.

## وصلات خارجية
- مارتن ليونغ على موقع IMDb (الإنجليزية)
- مارتن ليونغ على موقع ميوزك برينز (الإنجليزية)
- مارتن ليونغ على موقع قاعدة بيانات الأفلام السويدية (السويدية)
- مارتن ليونغ على موقع ديسكوغز (الإنجليزية)
- مارتن ليونغ على موقع قاعدة بيانات الفيلم (الإنجليزية)